# Michaił Rodin
Michaił Naumowicz Rodin (ros. Михаил Наумович Родин, ur. 1893 we wsi Dubowyj w guberni samarskiej, zm. 28 lipca 1938) – radziecki polityk, I sekretarz Kirowskiego Komitetu Obwodowego WKP(b) (1937-1938).

## Życiorys
Od 1919 w RKP(b), 1921 kierownik Wydziału Propagandy i Agitacji Rodnikowskiego Komitetu Rejonowego RKP(b), 1921-1924 studiował na Komunistycznym Uniwersytecie im. Swierdłowa, 1924-1925 był propagandzistą rejonowego komitetu RKP(b)/WKP(b) w guberni niżnonowogrodzkiej, później sekretarzem fabrycznego komitetu WKP(b). 1928-1929 sekretarz odpowiedzialny rejonowego komitetu WKP(b) w guberni niżnonowogrodzkiej, od 1929 kierownik Wydziału Propagandy i Agitacji i Wydziału Organizacyjnego Muromskiego Komitetu Okręgowego WKP(b), 1930 przewodniczący Muromskiej Okręgowej Rady Związków Zawodowych, 1930-1932 przewodniczący Komitetu Związku Budowlańców w Niżnym Nowogrodzie. 1932-1934 sekretarz rejonowego komitetu WKP(b) w Niżnym Nowogrodzie/Gorkim, 1934-1937 kierownik Wydziału Przemysłowo-Transportowego Krajowego Komitetu WKP(b) w Gorkim, od 5 lutego do 11 czerwca 1937 II sekretarz, a od 18 czerwca 1937 do 7 marca 1938 I sekretarz Komitetu Obwodowego WKP(b) w Kirowie, od marca do maja 1938 zastępca ludowego komisarza przemysłu leśnego ZSRR.
11 maja 1938 aresztowany, 28 lipca 1938 skazany na śmierć przez Kolegium Wojskowe Sądu Najwyższego ZSRR i rozstrzelany. 11 lutego 1956 pośmiertnie zrehabilitowany.